# Ward-légykapó
A Ward-légykapó (Pseudobias wardi)  a madarak osztályának verébalakúak (Passeriformes) rendjébe és a vangagébicsfélék (Vangidae) családjába tartozó Pseudobias nem egyetlen faja.
Korábban a pergőlégykapó-félék (Platysteiridae) családjába sorolták.
Tudományos neve Christopher Ward angol természettudós tiszteletére kapta, aki a faj első ismert példányát begyűjtötte.

## Elterjedése
Mint családjának minden tagja, ez a faj is Madagaszkár szigetén él. A sziget keleti részének síkvidéki esőerdeiben él. Az esőerdők kiirtása után létrejövő másodlagos erdőkben is megél. 

## Megjelenése
Testhossza 15 centiméter, súlya 12-13 gramm. Légykapókra emlékeztető felépítésű faj, hosszú farokkal. Feje - keskeny kék szemgyűrűjét leszámítva - és testének felső része fényes fekete színű. Szárnyain nagy fehér szárnyfolt látható. Torka és hasa fehér, közöttük széles fekete sáv található.

## Életmódja
Rovarokkal táplálkozik, melyeket zömmel légykapószeűen felröppenve fog meg. Gyakran hosszan várakozik egy ágon ülve, hogy elé kerüljön egy rovar, majd lecsap.

## Természetvédelmi helyzete
Az elterjedési területe nagy, egyedszáma szintén. A Természetvédelmi Világszövetség Vörös listáján nem veszélyeztetett fajként szerepel.